# Wynendaele
Wynendaele (en néerlandais : Wijnendale) est un village dans la province belge de Flandre Occidentale, situé sur le territoire de Thourout. Wynendaele est situé à quatre kilomètres du centre-ville de Thourhout, à mi-chemin entre le centre-ville et Ichtegem.
Le village était autrefois sur le territoire de Ichtegem, mais fut dans les années 70 joint à Thourhout. C'est une paroisse depuis 1912, en l'honneur de Saint Joseph et Charles le Bon.
Près de Wynendaele se trouve un château situé sur le plateau de Wynendaele, un plateau à environ 40 mètres de haut, 20 mètres plus haut que dans le reste du pays environnant.
Le 28 septembre 1708 a été la Bataille de Wynendaele, au château de Wynendaele entre le général anglais Webb, et le général français La Mothe.
Le 25 mai 1940, c'est dans le château de Wynendaele qu'a lieu l'entretien décisif entre le roi Léopold III et ses principaux ministres, à l'issue duquel le roi refuse de suivre ceux-ci hors du territoire national. Celui-ci est parfois appelé drame de Wynendaele.
La section comprend depuis 1976 une partie d'Aertrycke, dont le château d'Aertrycke.

## Lieux
- Près de Wynendaele se trouve encore le château de Wynendaele, depuis 1833 la propriété de la famille Matthieu de Wynendaele, bien que n'étant plus sur le territoire de Wynendaele même. Le bois de Wynendaele juste à l'ouest du château compte plus de 200 ha de forêt. Il est en plus grande partie sur le territoire d'Ichtegem.
- À travers le village se trouve l'ancienne ligne de chemin de fer 62, qui est creusée profondément à travers le plateau.
- La chapelle de pèlerinage de Notre-Dame de Wynendaele.
- Ancienne gare de Wynendaele.
- le Château d'Aertrycke se trouve maintenant sur Wynendaele.

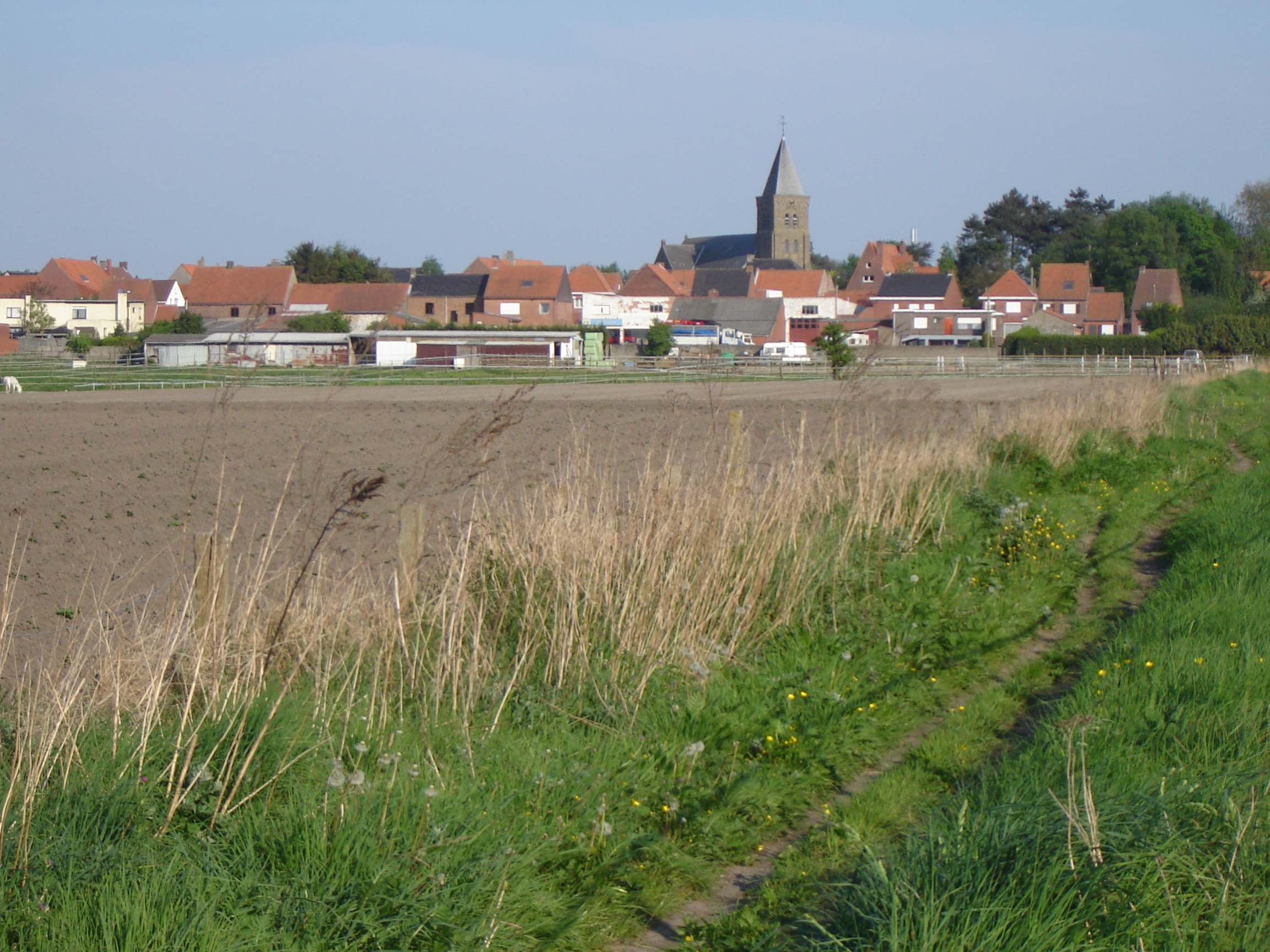
Vue de Wynendaele
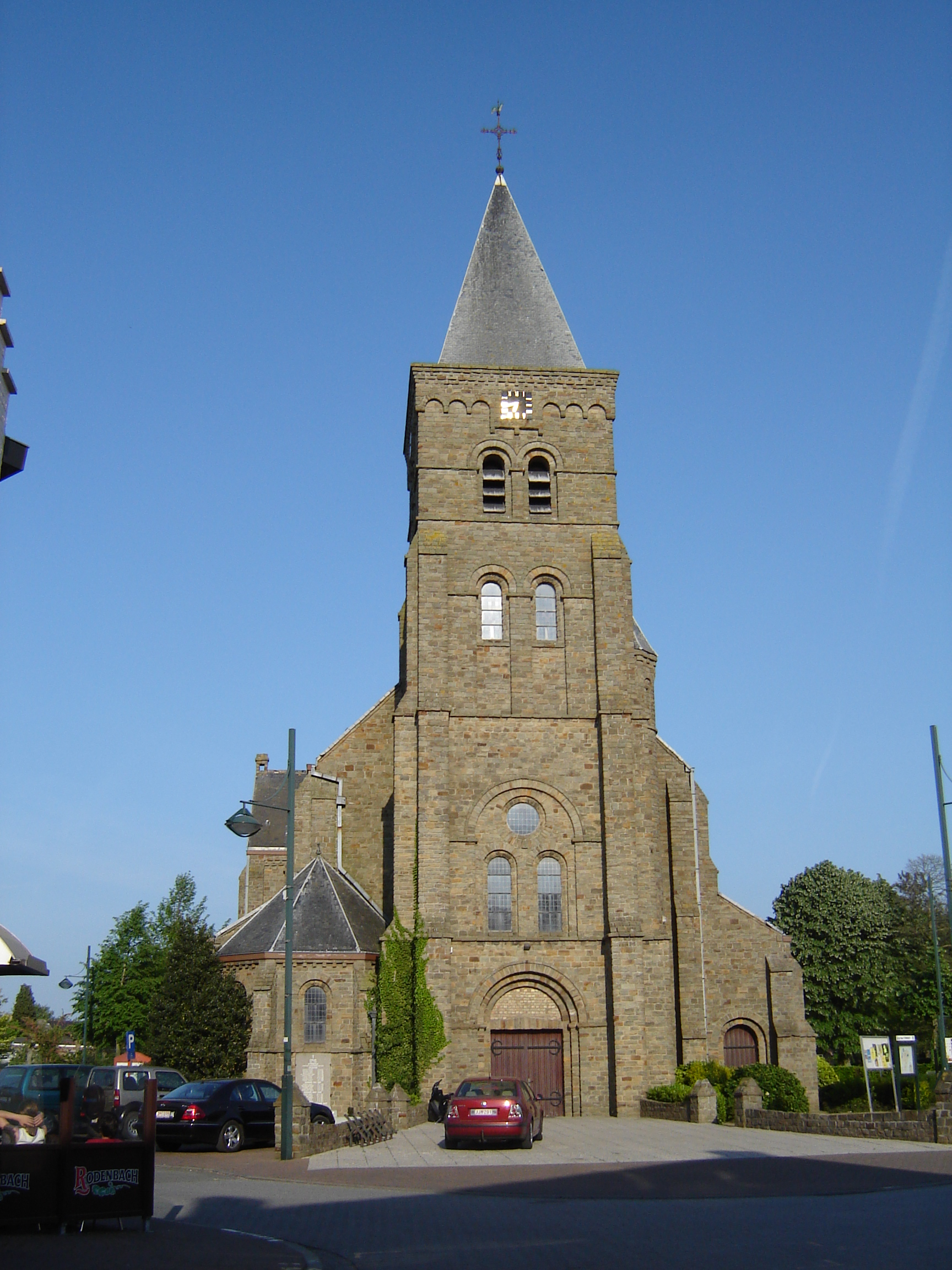
L'Église Saint-Joseph
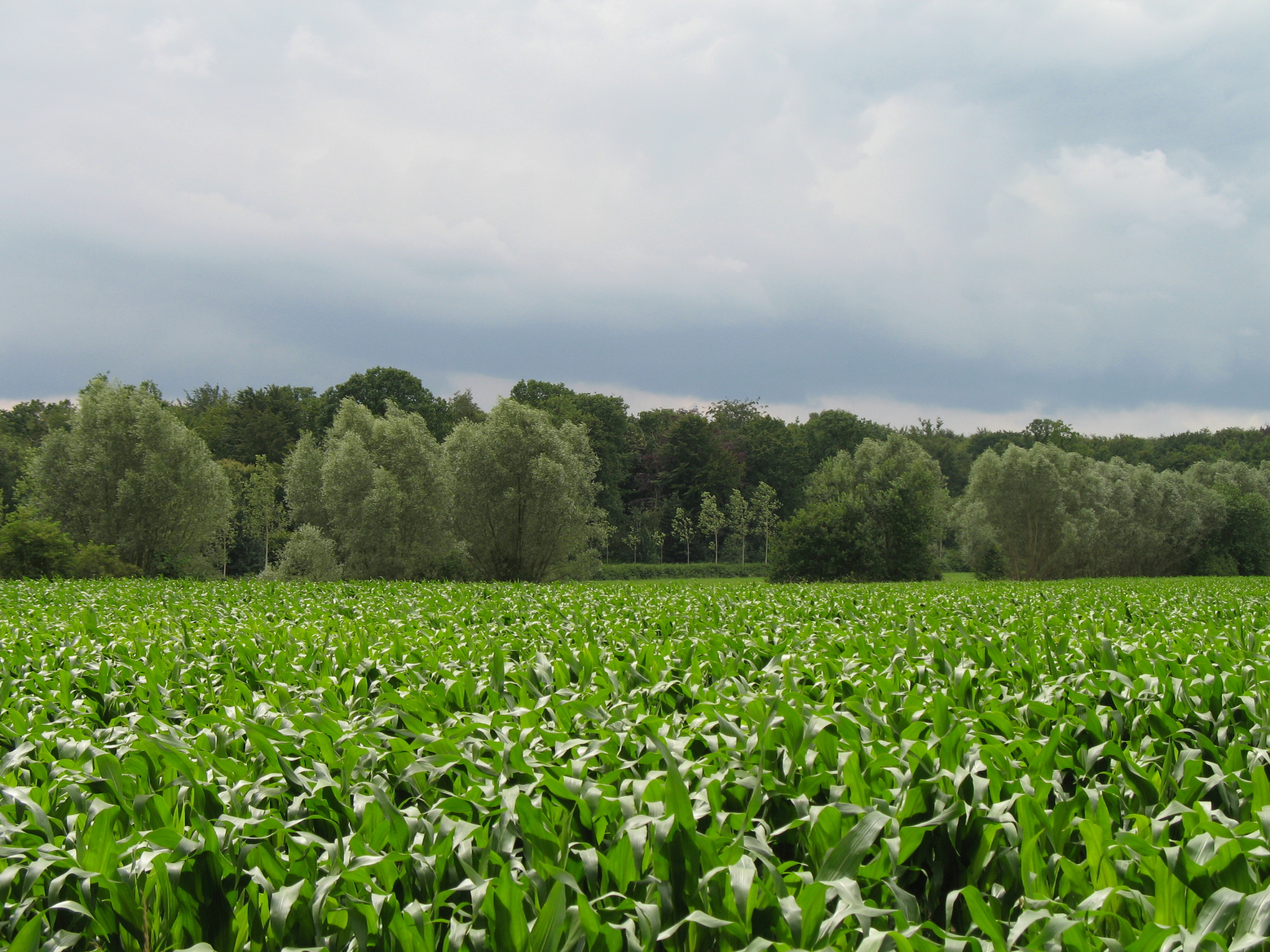
Bois de Wynendaele
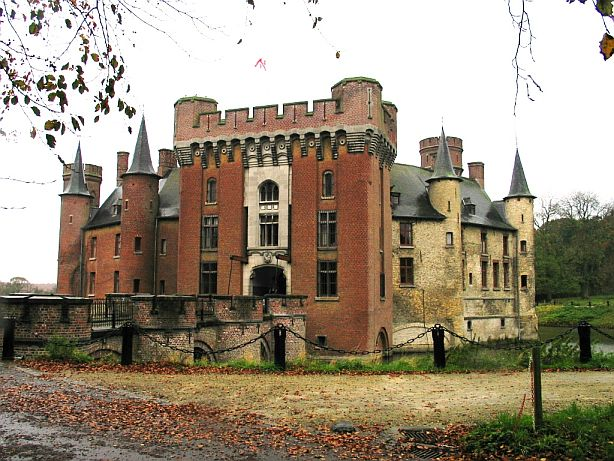
Château de Wynendaele

## Autres projets